# Rednex-diszkográfia
Az alábbi szócikk a svéd Rednex együttes diszkográfiáját tartalmazza, mely 3 stúdióalbumot, 2 válogatást, 17 videóklipet, 18 kislemezt, 9 promóciós kislemezt, és 1 középlemezt tartalmaz.

## Albumok

### Stúdióalbumok
| Sex & Violins                      | - Megjelenés: 1995. február 25. - Label: Zomba - Formátum: CD, MC | 2  | 37 | 14 | 27 | 2 | 21 | 3  | 1  | 146 | 68 | - IFPI AUT: Platina - IFPI FIN: Platina - MC: Platina |
| Farm Out                           | - Megjelenés: 2000. november 21. - Label: Jive - Formátum: CD, MC | 34 | —  | —  | —  | — | —  | 60 | 16 | —   | —  |                                                       |
| The Cotton Eye Joe Show            | - Megjelenés: 2009 - Label: Lek - Formátum: Digitális letöltés    | —  | —  | —  | —  | — | —  | —  | —  | —   | —  |                                                       |
| "—" nem volt slágerlistás helyezés |                                                                   |    |    |    |    |   |    |    |    |     |    |                                                       |

### Kiadatlan album
| Cím                   | Megjelenés                                                                   | Megjegyzés |
| --------------------- | ---------------------------------------------------------------------------- | --- |
| Saturday Night Beaver | - Megjelenés: 2012 (nem jelent meg) - Label: Muunshine Muusic - Formátum: CD | - A tervezett 3. stúdióalbumról a "Devil's on the Loose", "Racing" and "The End" jelent meg, azonban ezek elég alacsony eladást produkáltak. Az albumról szintén 3 promóciós kislemez jelent meg, úgy mint a "Desert Town", "The Hix Off" és "Raise Your Glass". |

### Válogatás albumok
| Cím                  | Megjelenés                                                                       |
| -------------------- | -------------------------------------------------------------------------------- |
| The Best of the West | - Megjelenés: 2002. február 10. - Label: Jive - Formátum: CD, Digitális letöltés |
| Cotton Eye Joe       | - Megjelenés: 2003 - Label: BMG - Formátum: CD, Digitális letöltés               |

### EP
| Cím                | Megjelenés                                     |
| ------------------ | ---------------------------------------------- |
| Inbred With Rednex | - Megjelenés: 1995 - Label: BMG - Formátum: CD |

## Kislemezek
| Év                                  | Cím                        | Legjobb slágerlistás helyezés | Legjobb slágerlistás helyezés | Legjobb slágerlistás helyezés | Legjobb slágerlistás helyezés | Legjobb slágerlistás helyezés | Legjobb slágerlistás helyezés | Legjobb slágerlistás helyezés | Legjobb slágerlistás helyezés | Legjobb slágerlistás helyezés | Legjobb slágerlistás helyezés | Díjak, jelölések | Album                   |
| Év                                  | Cím                        | AUT                           | FIN                           | GER                           | IRE                           | NL                            | NOR                           | SWE                           | SWI                           | UK                            | US                            | Díjak, jelölések | Album                   |
| ----------------------------------- | -------------------------- | ----------------------------- | ----------------------------- | ----------------------------- | ----------------------------- | ----------------------------- | ----------------------------- | ----------------------------- | ----------------------------- | ----------------------------- | ----------------------------- | --- | ----------------------- |
| 1994                                | "Cotton Eye Joe"           | 1                             | 1                             | 1                             | 2                             | 1                             | 1                             | 1                             | 1                             | 1                             | 25                            | - BPI: Arany - BVMI: 2× Platina - IFPI AUT: Platina - IFPI NOR: 2× Platina - IFPI SWE: Platina - IFPI SWI: Platina - NVPI: Arany - RIAA: Arany | Sex & Violins           |
| 1994                                | "Old Pop in an Oak"        | 1                             | 1                             | 2                             | 11                            | 11                            | 1                             | 1                             | 2                             | 12                            | —                             | - BVMI: Platinum - IFPI AUT: Platina - IFPI NOR: Platina - IFPI SWI: Arany                                                                     | Sex & Violins           |
| 1995                                | "Wish You Were Here"       | 1                             | 6                             | 1                             | —                             | 26                            | 1                             | 3                             | 1                             | —                             | —                             | - BVMI: Platina - IFPI AUT: Arany - IFPI SWI: Arany                                                                                            | Sex & Violins           |
| 1995                                | "Wild 'N Free"             | 12                            | 11                            | 18                            | —                             | —                             | —                             | 37                            | 24                            | 55                            | —                             | | Sex & Violins           |
| 1995                                | "Rolling Home"             | 18                            | —                             | 42                            | —                             | —                             | —                             | 32                            | —                             | 81                            | —                             | | Sex & Violins           |
| 1999                                | "The Way I Mate"           | 22                            | —                             | 34                            | —                             | 58                            | —                             | 22                            | 37                            | —                             | —                             | | Farm Out                |
| 2000                                | "The Spirit of the Hawk"   | 1                             | —                             | 1                             | —                             | 78                            | —                             | 10                            | 3                             | —                             | —                             | - BVMI: 3× Arany - IFPI AUT: Platina - IFPI SWI: Arany                                                                                         | Farm Out                |
| 2000                                | "Hold Me for a While"      | 16                            | —                             | 25                            | —                             | —                             | —                             | —                             | 19                            | —                             | —                             | | Farm Out                |
| 2001                                | "The Chase"                | 44                            | —                             | 65                            | —                             | —                             | —                             | —                             | 54                            | —                             | —                             | | The Best of the West    |
| 2006                                | "Mama, Take Me Home"       | —                             | —                             | —                             | —                             | —                             | —                             | 3                             | —                             | —                             | —                             | | The Cotton Eye Joe Show |
| 2006                                | "Fe Fi (The Old Man Died)" | —                             | —                             | —                             | —                             | —                             | —                             | 4                             | —                             | —                             | —                             | | The Cotton Eye Joe Show |
| 2007                                | "Anyway You Want Me"       | —                             | —                             | —                             | —                             | —                             | —                             | 8                             | —                             | —                             | —                             | | The Cotton Eye Joe Show |
| 2007                                | "Looking for a Star"       | —                             | —                             | —                             | —                             | —                             | —                             | 4                             | —                             | —                             | —                             | | The Cotton Eye Joe Show |
| 2008                                | "Football Is Our Religion" | —                             | —                             | 59                            | —                             | —                             | —                             | 1                             | —                             | —                             | —                             | | The Cotton Eye Joe Show |
| 2010                                | "Devil's on the Loose"     | —                             | —                             | —                             | —                             | —                             | —                             | —                             | —                             | —                             | —                             | | nem album dal           |
| 2012                                | "Racing"                   | —                             | —                             | —                             | —                             | —                             | —                             | —                             | —                             | —                             | —                             | | nem album dal           |
| 2012                                | "The End"                  | —                             | —                             | —                             | —                             | —                             | —                             | —                             | —                             | —                             | —                             | | nem album dal           |
| 2016                                | "Innit for the Money"      | —                             | —                             | —                             | —                             | —                             | —                             | —                             | —                             | —                             | —                             | | nem album dal           |
| "—" nem volt slágerlistás helyezés. |                            |                               |                               |                               |                               |                               |                               |                               |                               |                               |                               | |                         |

### Közreműködő előadóként
| 1996                                | "Children" (featuring: "Hand in Hand for Children") | nem album dal |
| "—" nem volt slágerlistás helyezés. |                                                     |               |

### Promóciós kislemezek
| 1995                                | "Ein bißchen Frieden"                     | —  | —  |                         |
| 1997                                | "Riding Alone"                            | —  | —  | Sex & Violins           |
| 2002                                | "Cotton Eye Joe (Remix)"                  | 83 | 32 | The Best of the West    |
| 2007                                | "Well-O-Wee" (featuring Ro-Mania)         | —  | —  | The Cotton Eye Joe Show |
| 2007                                | "With Bells On"                           | —  | —  | The Cotton Eye Joe Show |
| 2008                                | "Railroad, Railroad" (featuring Ro-Mania) | —  | —  | The Cotton Eye Joe Show |
| 2009                                | "Desert Town"                             | —  | —  | nem album dal           |
| 2011                                | "Raise Your Glass"                        | —  | —  | nem album dal           |
| 2012                                | "The Hix Off"                             | —  | —  | nem album dal           |
| "—" nem volt slágerlistás helyezés. |                                           |    |    | nem album dal           |

## Videóklipek
| Év   | Cím                             | Rendező          |
| ---- | ------------------------------- | ---------------- |
| 1994 | "Cotton Eye Joe"                |                  |
| 1994 | "Old Pop in an Oak"             |                  |
| 1995 | "Wish You Were Here"            |                  |
| 1995 | "Wild 'N Free"                  |                  |
| 1995 | "Rolling Home"                  |                  |
| 1999 | "The Way I Mate"                |                  |
| 2000 | "The Spirit of the Hawk"        | Patric Ullaeus   |
| 2000 | "Hold Me for a While"           | Patric Ullaeus   |
| 2000 | "The Devil Went Down to Georgia | Mike Johnson     |
| 2001 | "The Chase"                     | Patric Ullaeus   |
| 2002 | "Cotton Eye Joe (Remix)"        | Patric Ullaeus   |
| 2007 | "Well-O-Wee" (feat. Ro-Mania)   |                  |
| 2008 | "Football Is Our Religion"      |                  |
| 2010 | "Devil's on the Loose"          | Emil Henricsson  |
| 2012 | "Racing"                        | Patrick Edenberg |
| 2012 | "The End"                       | Patrick Edenberg |
| 2016 | "Innit for the Money"           |                  |

### Közreműködőként
| Év   | Cím                                                                | Rendező |
| ---- | ------------------------------------------------------------------ | ------- |
| 1996 | "Children" (As part of the supergroup "Hand in Hand for Children") |         |